# Cofradía de Nuestro Padre Jesús Nazareno (Úbeda)

## Orígenes y fundación oficial
La Muy Antigua e Ilustre Cofradía de Nuestro Padre Jesús Nazareno, llamado de las Aguas, Santísima Virgen de los Dolores, San Juan y la Verónica, de Úbeda, fue oficialmente fundada el 13 de marzo de 1577, aunque existen indicios consolidados de que sus orígenes son mucho más remotos. De hecho, recientes teorías vinculan a la Cofradía con la presencia de los templarios en la ciudad y con las procesiones de disciplinantes de carácter medieval, defendiendo el carácter medieval de muchos de los símbolos que aún siguen estando presentes en la procesión de Jesús Nazareno el Viernes Santo por la mañana.
En cualquier caso, está suficientemente documentado que desde los primeros años del siglo XV existía en la iglesia de Santo Domingo de Silos una capilla dedicada a Jesús Nazareno, por lo que no resulta descabellado pensar que ya por esas fechas existía cierta organización penitencial en torno a esta advocación. Estos hermanos del Dulcísimo Nombre de Jesús debieron adquirir imagen propia de Jesús con la Cruz al hombro durante el primer tercio del siglo XVI. Imagen de candelero tallada muy posiblemente en la primera mitad del siglo XVI, inspiraba –según las crónicas antiguas– hondo patetismo a cuantos la contemplaban. Se trataba de imagen renacentista con reminiscencias góticas, de contenida expresión dolorosa y de relativa tosquedad en la talla, todo lo cual denota su antigüedad y refuerza la teoría de la existencia de la Cofradía desde los primeros años del siglo XVI. Esta imagen fue destruida en julio de 1936.
Puede afirmarse que desde el primer tercio del siglo XVI la cofradía funcionaba de manera más o menos organizada pues, aun cuando oficialmente es ratificada por el Obispado de Jaén como cofradía en 1577, se conservan actas anteriores a dicha fecha, lo que indica el grado de organización de que ya debía gozar la hermandad. Igualmente hay que considerar que para poder proceder al convenio con los dominicos de San Andrés –punto de arranque oficial de la historia de la Cofradía– los hermanos del Nombre de Dios y los del Santísimo Sacramento, radicados en la parroquia de Santo Domingo, debían gozar de organización previa.
En virtud de esos convenios, en los primeros meses de 1577 pasa a residir la cofradía en el convento de San Andrés, de la Orden de Predicadores. La imagen de Jesús es trasladada hasta la capilla que los dominicos ceden en su convento, en la que los hermanos de Jesús tendrán el derecho de ser enterrados durante siglos.
Durante la visita que realiza al monasterio ubetense entre 1577 y 1578 Fray Domingo Cavalli, Maestre General de los dominicos, concede a la cofradía todos los títulos –incluyendo el de Archicofradía Pontificia– y privilegios apostólicos que los Sumos Pontífices habían concedido a las cofradías del Nombre de Jesús desde el Concilio de Trento. Así consta en los acuerdos que adopta la cofradía el 7 de enero de 1578; igualmente, hay constancia histórica de que durante siglos estuvieron expuestas en la capilla de Jesús en San Andrés tablillas con dichos títulos y privilegios –según recoge un inventario de enero de 1629–.

## SiglosXVIyXVII
Por las actas de 1576 se deduce que aún antes de su elección canónica la Cofradía ya celebraba la Fiesta del Dulce Nombre de Jesús. Fiesta en la que además de rendirse culto a la imagen titular debía tributarse algún culto a una imagen del Niño Jesús. Independientemente de esta Fiesta, celebraba la Cofradía otras muchas a lo largo del año, como resultado de la intensa devoción de que gozaba el Dulce Jesús de San Andrés.
Durante muchos años la procesión se celebró en la tarde del Jueves Santo, tras haber confesado y comulgado los hermanos. Las actas del siglo XV resultan preciosas por su capacidad para evocar lo que estas procesiones del Jueves Santo debieron suponer: los hermanos confesaban y comulgaban por la mañana en la iglesia conventual, a primera hora de la tarde recogían al Hermano Mayor en su domicilio –se tuvo que llegar al extremo de prohibir que se jaleara a dicho Hermano Mayor: tal era la emoción de los cofrades–, entraban por una de las puertas laterales en el convento de San Andrés y tras una procesión claustral, iniciaban la procesión por las calles de la ciudad. Durante su recorrido realizaba estación de penitencia en diversos conventos y monasterios de la ciudad (era obligada la presencia en los conventos de monjas dominicas de La Coronada y de Las Cadenas y en el de franciscanas de Santa Clara, pues la monjas eran hermanas de la cofradía), en los que, dada su preeminencia, era recibida por las corporaciones conventuales en pleno.
La procesión salía de la iglesia de San Andrés encabezada por el alférez de la cofradía, que portaba el Pendón de Jesús. Seguían al alférez largas filas de penitentes, que se dividían en dos grupos: los hermanos de luz, que vestían túnicas moradas –sin ningún tipo de adorno– con sogas al cuello y portaban hachas de cera, y los hermanos de sangre que –ataviados con túnicas blancas para resaltar su penitencia– se azotaban con disciplinas mientras entonaban el salmo del Miserere. Y en el centro del guion las imágenes de Jesús Nazareno –seguido por un palio de respeto que se utilizó hasta comienzos del siglo XX–, la Virgen de los Dolores, San Juan y la Mujer Verónica.
La presencia de la Virgen de los Dolores –la cofradía adquirió una imagen nueva de la Virgen María al poco de llegar a San Andrés, en 1578– y de San Juan en la cofradía está documentada desde el mismo siglo XVI. Tras los acontecimientos de 1638 la Cofradía pasaría a procesionar las imágenes de la Virgen María y San Juan procedentes de la hermandad de los Nazarenos, del convento de la Trinidad. La Verónica, por su parte, debió incorporarse a la procesión ya mediado el siglo XVII. Todas estas imágenes también fueron destruidas al inicio de la guerra civil española.
Los hermanos de Jesús se reunían el Sábado Santo para proceder al enterramiento de los ajusticiados, hecho que realizaban en la puerta del monasterio de San Andrés y en los soportales de la Virgen de la Yedra, en la calle de la Cárcel. Se desconoce hasta cuando se mantuvo esta costumbre.
El año 1638 marca un punto de inflexión en la historia de la cofradía de Jesús Nazareno. En ese momento la cofradía del Dulce Nombre atravesaba graves problemas por falta de hermanos – duro debía ser soportar el azote –. Mientras, florecía en el convento de La Trinidad la cofradía de Jesús Nazareno y Santa Elena, fundada a finales del siglo XVI y conocida como de los nazarenos. Un sector de esta última cofradía tuvo problemas con los trinitarios y se produzco el acercamiento entre ambas hermandades, llegándose a un acuerdo de fusión en el mes de agosto. El acuerdo determinaba que en años alternos se procesionarían las imágenes del Dulce Nombre y el Jesús Caído de la cofradía de La Trinidad – finalmente se procesionó sólo el Dulce Jesús de San Andrés, por la gran devoción que despertaba en la ciudad – y que se procesionaría al amanecer del Viernes Santo, como hacía la cofradía de Santa Elena. La imagen del Jesús Caído de los Nazarenos de La Trinidad fue vendida poco después de la fusión de las hermandades. La cofradía de San Andrés, además de imponer sus estatutos y su imagen, impuso su sede e hizo que prevaleciesen sus atributos y símbolos: pendón, monograma de Jesús, trompetas. Desaparecieron los flagelantes –auténtica reminiscencia medieval de la cofradía del Dulce Nombre– y se hicieron habituales en la procesión los hermanos con cruces que aportó la cofradía de la Trinidad.
Esta fusión permitiría a la cofradía transitar por los siglos con una estabilidad desconocida por las demás cofradías ubetenses, mientras la imagen de Jesús Nazareno seguía concitando los más grandes fervores colectivos. Y así, junto a la Virgen de Guadalupe, fue llevada al Hospital de Santiago en devota procesión el 15 de octubre de 1681 para agradecer su intercesión milagrosa en el fin de la epidemia de peste, en uno de los milagros más famosos de la historia de la ciudad. Muestra de la devoción con que ha contado a través de los siglos esta imagen de Jesús, es el sobrenombre que lleva: llamado de las Aguas, porque en tiempos de sequía concedió el privilegio de la lluvia.

## SiglosXVIIIyXIX
Con ciertos altibajos, la cofradía debió mantener su preeminencia e importancia a lo largo de todo el siglo XVIII, si bien este periodo es uno de los menos estudiados en la historia de la misma. A lo largo de la centuria, la cofradía acometió diversas reformas en su capilla de San Andrés, lo que muestra su fortaleza económica y organizativa. Fortaleza que debió comenzar a decaer con el fin del siglo y que debió acentuarse en los primeros años del siglo XIX, en que se ve obligada a vender algunos bienes de los que era propietaria.
El siglo XIX marcaría un bache, una caída, en la historia de la cofradía de Jesús. La Guerra de la Independencia Española dejó malparados a los conventos ubetenses, entre ellos y de manera muy especial al de San Andrés. Los dominicos de San Andrés eran capellanes de la ciudad, y en tal estado debió quedar su convento tras la marcha de los franceses, que se vieron obligados a pedir prestado un cáliz al Ayuntamiento para poder realizar la Santa Misa. Esta penuria, sin duda, debió afectar a la propia Cofradía de Jesús.
En cualquier caso, lo peor llegaría a partir de enero de 1836, cuando, como consecuencia de la Desamortización de Mendizábal, cierra sus puertas el convento de San Andrés. Se desoye la petición de la cofradía de mantener abierta –a su costa– la iglesia conventual y las imágenes son trasladadas a la iglesia del monasterio de la Madre de Dios, de monjas dominicas, situado en el actual Ayuntamiento. Ahí permanecería la cofradía hasta la exclaustración de 1868, pasando entonces a Santa María de los Reales Alcázares, en cuya sacristía, el 25 de marzo de 1881, se produciría una vital junta general de hermanos, que permitió a la cofradía superar el decaimiento producido por el cambio de sedes y por la pérdida de gran parte de sus bienes. Los problemas que había acarreado a la cofradía el cierre de los conventos en los que residió están patentes en el acta de esta Junta, en la que se reconoce que los Estatutos fundacionales – posiblemente junto con muchos otros enseres y documentos – se habían extraviado a consecuencia de las mudanzas.

## SigloXX
Desde 1881 se iniciaría un crecimiento imparable de la cofradía de Jesús. En los últimos años del siglo XIX y principios del XX la Cofradía acomete importantes empresas y se procede, en 1908, a la fijación de la procesión de manera muy parecida a como hoy se la conoce. En esa fecha se acuerda que los hermanos vuelvan a procesionar con capirote y con la cara tapada (hasta ese momento, y posiblemente desde el reinado de Carlos III, venían haciéndolo con un capuz que dejaba la cara descubierta) y se suprimen los cuatro pasos que formaban la procesión, reuniendo en un solo trono las imágenes de la Virgen María, San Juan y la Verónica.
Durante el mandato de Fernando Martínez Herrera, entre 1907 y 1933, la cofradía se consolidaría como la más importante de las existentes en la ciudad, en un periodo que ha dado en llamarse como edad de oro de la cofradía morada. La importancia de la cofradía se mostraría en las importantes personalidades que ocuparon la presidencia honorífica de la misma durante largos años: el General Leopoldo Saro y el capuchino Fray Antonio de Úbeda.
La llegada de la II República Española implicó que la procesión dejase de celebrarse en 1933 y 1936. Precisamente este año marcaría la mayor catástrofe en la historia de la cofradía, superior incluso a la que supuso el peregrinar de sedes del siglo XIX. Entre finales de julio y comienzos de agosto de 1936 es asaltada por elementos incontrolados la iglesia de Santa María de los Reales Alcázares y las imágenes de la cofradía, junto con multitud de obras de arte y de otras imágenes, son pasto de las llamas. Desaparecen también sus tronos y muchos de sus cofrades son asesinados. Logró salvarse, no obstante, una parte considerable de su patrimonio histórico y la cofradía vivió durante tres años en completa clandestinidad.
Finalizada la guerra civil española la Cofradía se ve obligada a partir prácticamente desde cero, encargando nuevas imágenes y superando todo tipo de dificultades para poder procesionar dignamente en la mañana del Viernes Santo a partir de 1941. Superados estos problemas iniciales, la Cofradía disfrutará de un crecimiento paulatino que culminó con los actos conmemorativos del IV Centenario de la Fundación, en 1977, momento en el que Jesús Nazareno capitalizó el inicio del impulso actual de la Semana Santa de Úbeda.
En la actualidad cuenta la Cofradía con casi 2200 cofrades, de los que participan el Viernes Santo en la procesión más de 1000, a los que hay que sumar la gran cantidad de devotos que vestidos de paisanos procesionan detrás del guion de la Cofradía en cumplimiento de promesas hechas a Jesús.

## Imágenes actuales
La nueva imagen de Jesús Nazareno fue realizada en 1940 por el gran escultor Jacinto Higueras. El escultor de Santisteban del Puerto se inspiró para realizar esta imagen en la iconografía del Jesús Nazareno destruido en 1936, copiando incluso la posición de los brazos que luego, a comienzo de los años 50, serían modificados por Francisco Palma Burgos, en una desafortunada intervención. Imagen de talla completa en la que destaca el bellísimo rostro de Jesús, uno de los más conseguidos –por sereno– de la provincia, en el que quedan reflejados toda la divinidad y toda la humanidad de Cristo. No hay estridencias barrocas en esta imagen de Jacinto Higueras, concebida según los más clásicos cánones de la imaginería andaluza.
En 1942 la Cofradía adquirió una Virgen de los Dolores obra de Amadeo Ruiz Olmos. Esta imagen fue sustituida en 1959 por la magnífica talla de Francisco Palma Burgos, que ha sido devuelta a su esplendor este mismo año, tras la restauración realizada por Bartolomé Alvarado Carrasco. La Virgen de los Dolores, realizada por Palma Burgos en homenaje a su madre, es una de las más bellas dolorosas de la Semana Santa ubetense.
Entre 1943 y 1945 dos devotos donaron a la Cofradía las imágenes de La Verónica y San Juan, realizadas por el artista fallero valenciano Vicente Bellver. La poca calidad de estas imágenes hizo que no procesionaran durante la década de los sesenta y gran parte de los setenta, así como que la cofradía intentara cambiarlas por otras en diversas ocasiones. Finalmente, en 2005 fueron sustituidas por dos espléndidas imágenes realizadas por el pintor e imaginero local Bartolomé Alvarado Carrasco, conservando la cofradía en su casa las imágenes antiguas.

## Hábito penitencial
El hábito penitencial que visten los hermanos de Jesús la mañana del Viernes Santo es de intenso sabor histórico. Está compuesto por túnica de paño morado, tableada en su parte posterior desde la cintura hasta los pies, con cinco tablas de las cuales la del centro es de anchura doble al resto. La túnica tiene bocamangas de raso morado terminadas en adorno de encaje blanco. El hábito se completa con peto de raso morado, en el que va cosido el corazón de Jesús (escudo de la cofradía), preciosa prenda que lleva bordado en seda el rostro de Jesús rodeado por los atributos de la Pasión bordados en oro, capirucho corto (54 cm) cubierto de raso morado y cíngulo amarillo. Guantes y zapato negro o sandalia morada completan el hábito de los hermanos de Jesús, que durante la procesión portan un bello varal de tres tulipas.

## Patrimonio artístico
A lo largo de estos cuatrocientos treinta años de historia la cofradía ha adquirido un ingente patrimonio artístico y cultural.
A las imágenes anteriormente suscritas hay que sumar multitud de elementos de todo tipo.

### Tronos
La Cofradía posee en la actualidad tres tronos.
- El trono barroco de Jesús, de estilo malagueño, fue realizado en 1949 por Francisco Palma Burgos, siendo un prodigio de originalidad y equilibrio.
- El trono de San Juan y la Verónica, inspirado en el de Jesús Nazareno, fue realizado en 1973 por Ramón Cuadra, destacando en él los ángeles que custodian las cuatro esquinas.
- Finalmente en 1989 la cofradía adquirió en la Casa Villareal de Sevilla un magnífico trono de alpaca plateada, para la Virgen de los Dolores, completado en 2006 con una candelería realizada por la misma casa.

### Enseres
Dentro de la gran cantidad de enseres de incalculable valor que posee la hermandad, podemos destacar los siguientes:
- El Pendón de Jesús. Es una preciosa prenda de terciopelo morado, que lleva bordados en oro – entre orlas de dragones renacentistas – la efigie de Jesús con la Cruz sobre el hombro, por un lado, y el emblema de la Santísima Eucaristía por el otro. Conserva la cofradía un pendón de 1775, en el que muy posiblemente se vertió el bordado de uno aún más antiguo, y procesiona una réplica exacta del mismo, realizada en los años 60. Y así, no es aventurado afirmar que el pendón de Jesús es idéntico al que ya procesionara por las calles de Úbeda en 1577.
- Campanilla de bronce. Data de 1798, lleva labrada la leyenda Soy de la Hermandad de Jesús. Año de 1798. Abre la procesión del Viernes Santo, delante del Pendón de Jesús. Es uno de los enseres más valiosos sentimentalmente de la Semana Santa de Úbeda, por su característico sonido.
- Túnica de San Andrés. De terciopelo morado, bordada a principios del siglo XIX.
- Túnica de manto. Extraordinaria túnica procesional de Jesús, de terciopelo morado bordado en oro, realizada en Zaragoza en 1898 y que tuvo un coste de 4.000 pesetas.
- Túnica de las dominicas. Túnica procesional de Jesús, también bordada en oro, realizada en 2000 por las dominicas de Jaén.
- Otras túnicas. Posee la Imagen de Jesús una túnica de capilla, bordada en oro, de 1970, una túnica de terciopelo morado sin bordar y la túnica de la custodia, estrenada el Viernes de Dolores de 2007.
- Juegos de estolas de Jesús. La imagen de Jesús tiene la particularidad de llevar estolas de sacerdote, conservando la cofradía diversas parejas de estolas compañeras de las túnicas.
- Manto negro de la Virgen María. Manto de terciopelo negro bordado en oro, realizado a comienzos del siglo XX.
- Túnicas de la Virgen María. Cabe destacar una roja, bordada en oro, también de comienzos de siglo XX, una de tisú blanca con adornos de oro de 1985 y una magnífica saya granate bordada en oro realizada en 2002 por las Dominicas de Jaén.
- Manto procesional de la Virgen María. Realizado en 1985 por las dominicas de Jaén.
- Galas de trompetas y banderines del siglo XIX y del XX.

### Patrimonio Musical
- De entre todas las marchas que posee la cofradía destaca el Miserere del Maestro Sabioteño D. Victoriano García Hernández de Lessundi, compuesto en 1873 sobre la base de antiguos cantos litúrgicos de la cofradía. Esta marcha, compuesta en origen para la cofradía homónima de la villa de Sabiote, es igualmente un himno colectivo de las emociones ubetenses.
- Al Miserere hay que sumar la música de la Novena de Jesús, compuesta en el siglo XIX (actualmente no se interpreta) y las marchas Virgen de los Dolores –de Jerónimo Maesso–, Dolorosa –de Gervasio Gámez– y Santo Rostro –de Manuel Antonio Herrera Moya–.
- Mención aparte merecen los ancestrales lamentos, lastimeros toques de trompeta que, en corros situados delante de los tronos, se interpretan durante la procesión del Viernes Santo.

## Patrimonio espiritual e histórico
Una de las más preciadas herencias de la cofradía es la Fiesta de Jesús: celebrada desde antes de 1577 el día del Dulce Nombre de Jesús, en la actualidad, y por privilegio papal, continúa celebrándose en el mes de enero, precedida de una tradicional novena en la que, como desde hace siglos, sigue cantándose el salmo del Miserere delante de Jesús Nazareno.
La salida de Jesús Nazareno por la Puerta de La Consolada de Santa María, a las siete de la mañana del Viernes Santo, mientras suenan los acordes del Miserere es el momento que más versos y artículos ha merecido a lo largo del tiempo y el más emotivo de toda la Semana Santa ubetense, por la cantidad de emociones y recuerdos que en ese instante confluyen en la multitud presente.
Los cofrades ostentan orgullosos el título de hermanos de Jesús, que los acredita como miembros de la cofradía y que tiene grandes reminiscencias históricas y espirituales.
Un importante elemento histórico de la procesión eran las penitronchas, mujeres que, sin vestir el hábito de la cofradía, procesionaban detrás del guion de Jesús portando cruces. En la actualidad casi han desaparecido las penitronchas, herencia de la cofradía de Santa Elena que databa de 1638.
Todo lo anterior está documentado en su ingente archivo histórico. El archivo de la cofradía de Jesús Nazareno de Úbeda es uno de los más importantes archivos cofradieros de toda España: contiene libros de actas y cuentas de los siglos XVI al XX, que permiten una reconstrucción completa de la historia de la cofradía a lo largo de estos cuatro siglos. El valor incalculable de este archivo y del conjunto del patrimonio de los hermanos de Jesús merecería mayor atención y el esfuerzo de crear un museo de Jesús Nazareno ubicado en la Casa de Jesús, un magnífico ejemplo de casa señorial del siglo XIX.
- Datos: Q5638539